# Касини
Вижте пояснителната страница за други значения на Касини.
Касините (Kassina) са род земноводни от семейство Hyperoliidae.
Таксонът е описан за пръв път от френския зоолог Шарл Фредерик Жирар през 1853 година.

## Видове
- Kassina arboricola
- Kassina cassinoides
- Kassina cochranae
- Kassina decorata
- Kassina fusca
- Kassina jozani
- Kassina kuvangensis
- Kassina lamottei
- Kassina maculata – Червенокрака касина
- Kassina maculifer
- Kassina maculosa
- Kassina mertensi
- Kassina schioetzi
- Kassina senegalensis
- Kassina somalica
- Kassina wazae